# Деспина (сателит)
Деспина (грчки Δέσποινα), такође познат под именом Нептун V, је Нептунов природни сателит.
Откривен је 1988. године, од стране свемирске сонде Војаџер 2. Назив је добио по нимфи из грчке митологије.

## Карактеристике
Деспина је неправилног облика, и не показује знакове геолошких активности.
Димензије сателита су 180×148×128 km, а албедо је 0.090. Путања по којој се креће сателит је удаљена од Нептуна 52 600 km, запремина је 1.767.146 km³, површинска гравитација 0.025 m/s2, а брзина ослобађања је 220 km/h.
Деспина нема атмосферу.